# Atlas Suisse

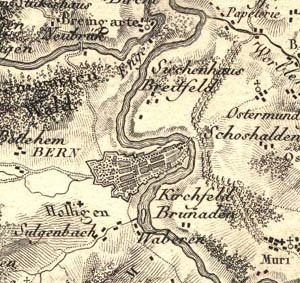
Bern im Atlas Suisse

Der Atlas Suisse von Johann Rudolf Meyer und Johann Heinrich Weiss (1758/1759–1826), auch Meyer-Weiss-Atlas genannt, ist das älteste Kartenwerk, das die gesamte Schweiz umfasst und auf wissenschaftlicher Vermessung beruht. Er entstand in den Jahren 1786 bis 1802.
Der Industrielle Johann Rudolf Meyer aus Aarau entschloss sich, auf eigene Kosten eine Karte der Schweiz zu erstellen. Er engagierte zu diesem Zweck 1786 den Geometer Johann Heinrich Weiss aus Strassburg.
Grundlagen für dieses Werk waren die Basismessungen durch den Naturwissenschaftler Johann Georg Tralles und das von Joachim Eugen Müller modellierte Landschaftsrelief, nach welchem Weiss die Karten zeichnete.
Das Resultat dieser Arbeiten erschien in den Jahren 1796 bis 1802 und umfasst 16 Karten sowie eine Übersichtskarte. Die 16 Blätter messen 70 × 51 cm und zeigen die Schweiz im Massstab von ca. 1:120'000. Die Kupferstiche der Kartenblätter wurden von Christophe Guérin (Blätter 3, 4, 6, 8, 10, 12, 16, 17), Jakob Samuel Johann Scheuermann (Blätter 2, 5, 13 [ausländischer Teil], 17, 18 [italienischer Grenzabschnitt]) und Matthias Gottfried Eichler (Blatt 11) ausgeführt.
Neben den regulären 16 Kartenblättern ging dem Atlas Suisse das Voraus- beziehungsweise Probeblatt, „Carte d'une partie très intéressante de la Suisse“ voraus, das einen besonders eindrucksvollen Ausschnitt des Alpenraums zeigt. Dieses wurde mit hoher Wahrscheinlichkeit von Christophe Guérin gestochen.
Bis zum Erscheinen der Dufourkarte (1845–1865) blieb der Atlas Suisse das exakteste flächendeckende Kartenwerk der Schweiz. 
Eine Besonderheit des Atlas Suisse ist der gezielte Einsatz einer zweiten Druckfarbe: Um die Gletscherflächen deutlicher hervorzuheben, wurden sie auf den entsprechenden Kartenblättern mit blauer Farbe gedruckt, während die übrigen Elemente in Schwarz gehalten waren. Dies stellte eine frühe Innovation im mehrfarbigen Kartendruck dar und verbesserte die Lesbarkeit der alpinen Landschaften erheblich.